# Gulpudrad sköldlav
Gulpudrad sköldlav (Melanelixia subaurifera) är en lavart som först beskrevs av William Nylander och som fick sitt nu gällande namn av O. Blanco, A. Crespo, Divakar, Essl., D. Hawksw. & Lumbsch. 
Gulpudrad sköldlav ingår i släktet Melanelixia och familjen Parmeliaceae. Arten är reproducerande i Sverige. Inga underarter finns listade i Catalogue of Life.

## Källor

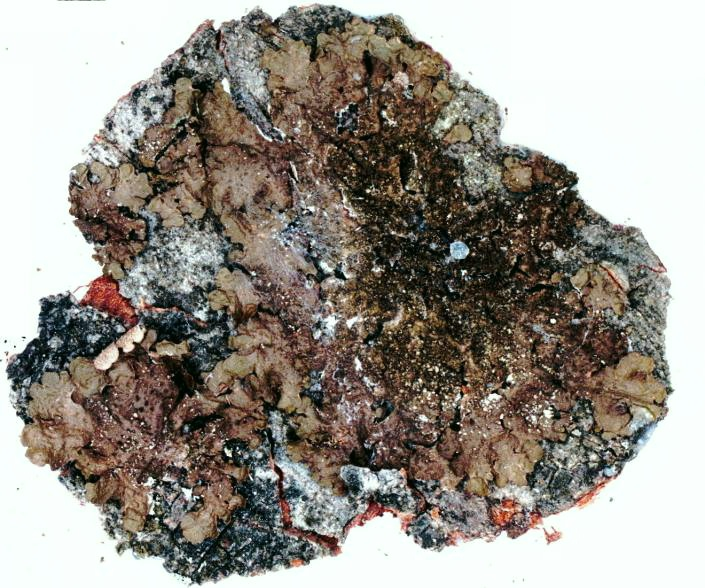
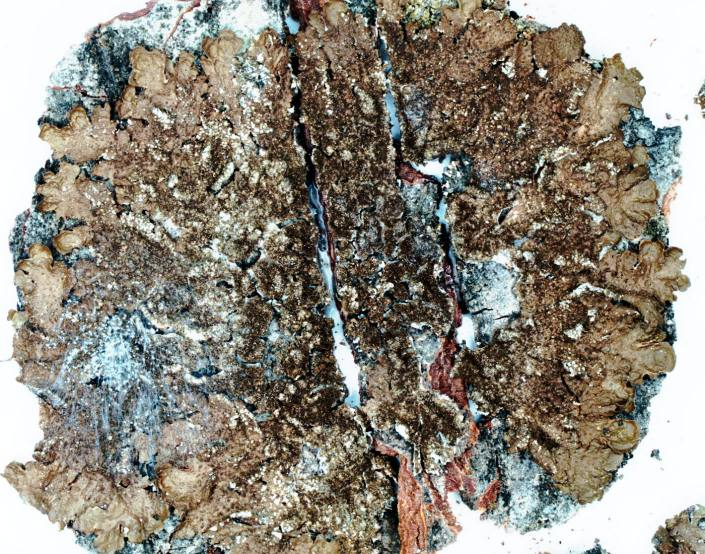